# グムンデンのヨハネス
グムンデンのヨハネス（Johannes von Gmunden、1380年か1384年生- 1442年2月23日) は、14世紀から15世紀のオーストリアの天文学者・数学者。
オーストリアのグムンデンに生まれた。1365年にウィーンに設立された新しい大学（現在のウィーン大学）で1406年に博士となり、1408年からウィーン大学で天文学の教鞭を執った。古代ギリシャやアラビアの数学や天文学の知識を中部ヨーロッパにもたらした最初の学者の一人である。1437年と1440年に惑星運行表を作成し、ドイツ語で作られた最初の暦を出版した。ウィーンで没した。
アストロラーベや四分儀に関する著作Astrolabii qui primi mobilis motus deprehendur canones がある。
小惑星(15955) ヨハネスグムンデンはヨハネスの名にちなんで命名された。